# KV Racing Technology
KV Racing Technology (desde 2013, KVSH Racing) fue un equipo estadounidense de carreras que corrió últimamente en la IndyCar Series, antes de su cierre en 2017. Además, este equipo se basó en los restos del antiguo equipo de Champ Car e IndyCar World Series, el equipo PacWest.

## Historia

### Origen. Corriendo en Champ Car
Los orígenes del equipo se sitúan en enero de 2003, tras en la compra de PacWest Racing por Kevin Kalkhoven y Craig Pollock. El equipo debutó en el 2003 como PK Racing, compitiendo con un solo coche. En el 2004, Dan Pettit y Jimmy Vasser entran en la formación como copropietarios, reemplazando a Pollock, de modo que el equipo se renombra como PKV Racing y Jimmy Vasser pasa a pilotar el segundo auto. En el 2005 fichan a Cristiano da Matta, quien ganó en Portland pero fue 11º en la general; y Vasser, quien logró dos podios, fue sexto.

### De Champ Car a IndyCar
El 2006, PKV ficha a Oriol Servià y a Katherine Legge, mientras Vasser se retira de la competición. En el 2008, el equipo pasa a correr en las IndyCar Series debido a la fusión con Champ Car. Dean Pettit abandono su rol de propietario y el equipo cambio de nombre a KV Racing Technology. Will Power se convirtió en compañero de Oriol Servià. Power ganó la última carrera de Champ Car en Long Beach en la que sumaban puntos para la IndyCar.

### 2010-2012

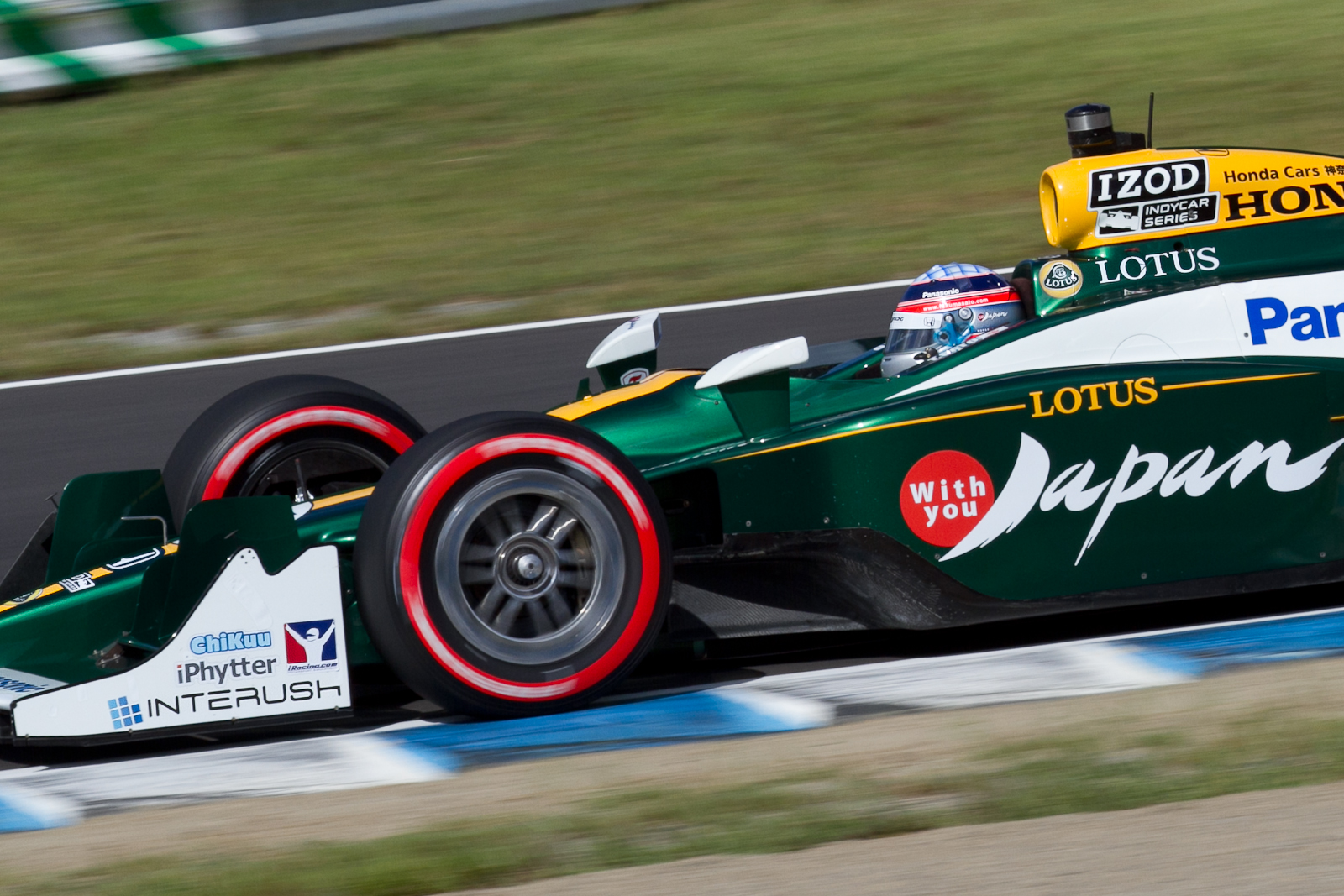
Takuma Satō conduciendo el monoplaza de KV Racing en 2011.

El año 2010, corrieron con KV Racing Takuma Satō, E. J. Viso y Mario Moraes, más un Paul Tracy a tiempo parcial. 
En 2011 se ganó el apoyo técnico de Lotus Cars, renombrándose como KV Racing Technology - Lotus o KVRT-Lotus. Sato y Viso continuaron y también se sumó el campeón de 2004 Tony Kanaan con un tercer auto, y los resultados mejoraron, logrando 4 pole positions y 3 podios, siendo una de las mejores temporadas de la historia del equipo.
Para 2012, corren con motores Chevrolet y se anuncia la contratación del expiloto de Fórmula 1 Rubens Barrichello, pero los resultados decayeron un poco.

### 2013-2016
En 2013, ni Barrichello ni Viso continuaron en el equipo, que alineó a Tony Kanaan y Simona de Silvestro. El piloto brasileño ganó las 500 Millas de Indianápolis y sumó otros 3 podios, mientras que el mejor resultado de la suiza fue un 2º puesto.
KV Racing anunció el fichaje de Sébastien Bourdais como sustituto de Tony Kanaan para 2014, al que se suma al otro piloto de Dragon Racing, el colombiano Sebastián Saavedra.
Mientras Bourdais finalizó décimo en el campeonato con una victoria en Toronto, un segundo lugar y cinco top 5, Saavedra logró apenas un noveno lugar para terminar 21º en la tabla de pilotos, de forma que el piloto colombiano no siguió con el equipo en 2015. Su reemplazante fue Stefano Coletti, pero tuvo problemas de adaptación en la categoría, logró octavo lugar como mejor resultado, y terminó 19º en el campeonato. En cambio, Bourdais terminó décimo en el campeonato, al ganar en la segunda carrera de Detroit y en Milwaukee, y consiguió un cuarto puesto y un quinto. 
En 2016, KV no contó con Coletti, centrando sus esfuerzos en el n.º 11 de Bourdais. El piloto francés consiguió la victoria en la primera carrera de Detroit y dos quintos lugares para concluir 14º en el campeonato. Bourdais después de la temporada dejó KV para unirse a Dale Coyne. Por la falta de presupuesto y personal, hicieron que Vasser y Kahlkoven confirman el cierre de operaciones del equipo KV Racing, y la venta de parte del equipamiento al equipo Juncos Racing.

## Pilotos
- Patrick Lemarié (2003)
- Mika Salo (2003)
- Max Papis (2003)
- Bryan Herta (2003)
- Jimmy Vasser (2004-2006, 2008)
- Roberto González (2004)
- Cristiano da Matta (2005)
- Jorge Goeters (2005)
- Katherine Legge (2006)
- Oriol Servià (2006-2008)
- Neel Jani (2007)
- Tristan Gommendy (2007)
- Will Power (2008)
- Townsend Bell (2009)
- Mario Moraes (2009-2010)
- Paul Tracy (2009-2010)
- Takuma Satō (2010-2011)
- Ernesto José Viso (2010-2012)
- Tony Kanaan (2011-2013)
- Rubens Barrichello (2012)
- Simona de Silvestro (2013)
- Sébastien Bourdais (2014-2016)
- Sebastián Saavedra (2014)
- Stefano Coletti (2015)
- Stefan Wilson (2016)